# Куприяниха
Куприяниха — деревня в городском округе Домодедово Московской области.

## География
Находится в южной части Московской области на расстоянии приблизительно 11 км на северо-восток по прямой от железнодорожной станции Домодедово.

## История
Известна с 1676 года как вотчина Угрешского монастыря, что «была пустошь Куприянова».

## Население
Постоянное население составляло 10 человек в 2002 году (русские 90 %), 7 в 2010.